# Église de la Sainte-Trinité de Rhodes
Pour les articles homonymes, voir Église de la Sainte-Trinité.
L'église de la Sainte-Trinité (en grec moderne : Ιερός Ναός Αγίας Τριάδος) dans la rue des Chevaliers à Rhodes est une église grecque orthodoxe de Rhodes, en Grèce. C'est l'une des deux églises dédiées à la Sainte Trinité dans la vieille ville médiévale de Rhodes.

## Histoire
Elle a été construite par les Chevaliers Hospitaliers entre 1365 et 1374 et était dédiée à l'Archange Michel, mais plus tard elle fut dédiée à la Sainte Trinité,.
Pendant la domination ottomane sur l'île, elle fut transformée en mosquée sous le nom de Khan Zade Mescidi. Elle fut transformée en église orthodoxe lorsque les îles du Dodécanèse furent rattachées à la Grèce après la Seconde Guerre mondiale.

## Architecture
Dans sa forme originelle, l'église était un bâtiment à une seule pièce et était probablement couverte par une seule arche.

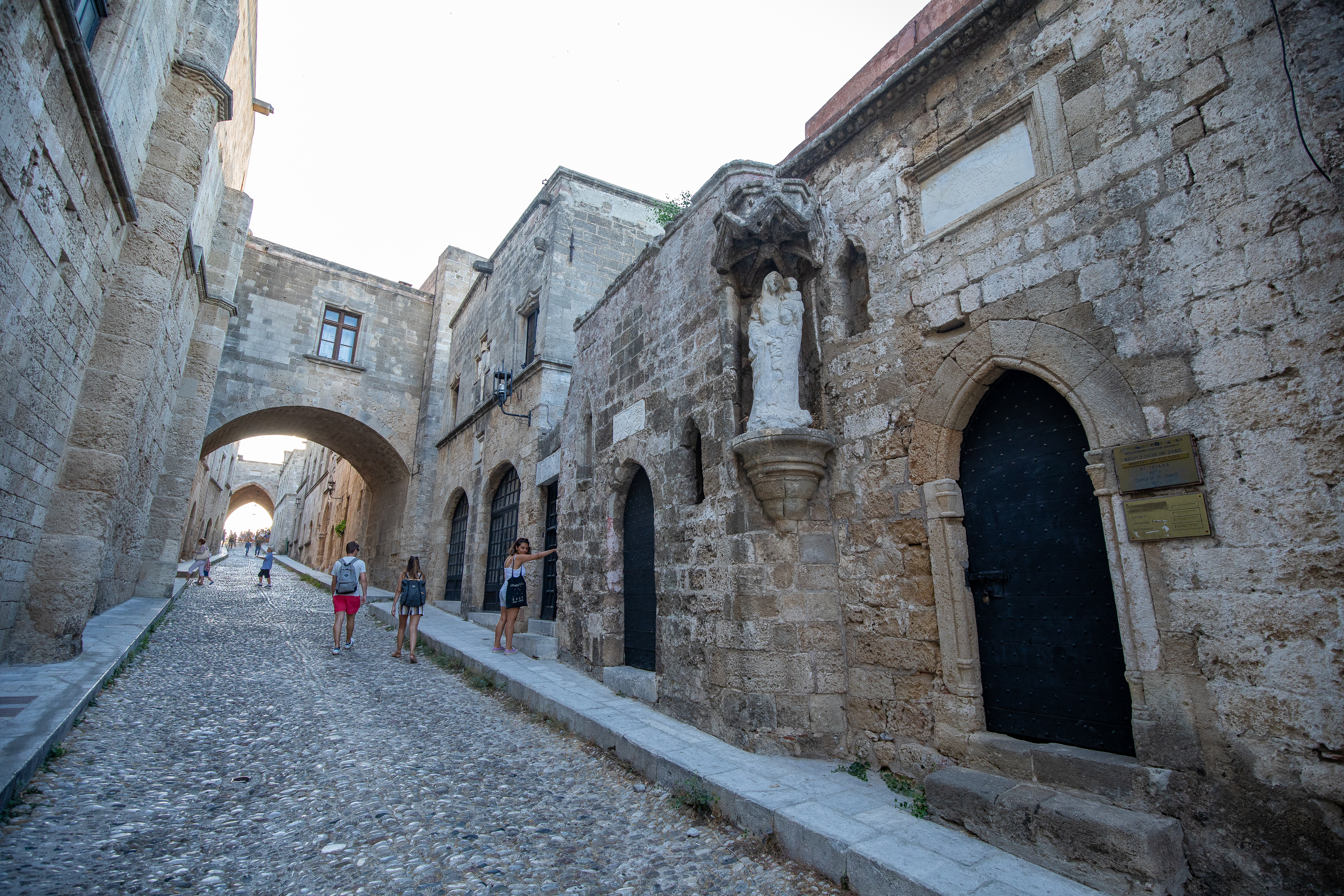
L'église de la rue des Chevaliers

Les armoiries du Saint-Siège, encadrées par les armoiries de l'Angleterre, peuvent être vues sur l'avant-toit de l'entrée principale, située sur la rue des Chevaliers. Les peintures murales ont dû être achevées à la fin du XVe siècle ou au début du XVIe siècle, mais il n'en reste aujourd'hui que quelques-unes, grâce aux interventions de conservation italiennes.
Le dôme qui recouvre aujourd'hui le monument a été ajouté après la conversion de l'édifice en mosquée.

## Galerie

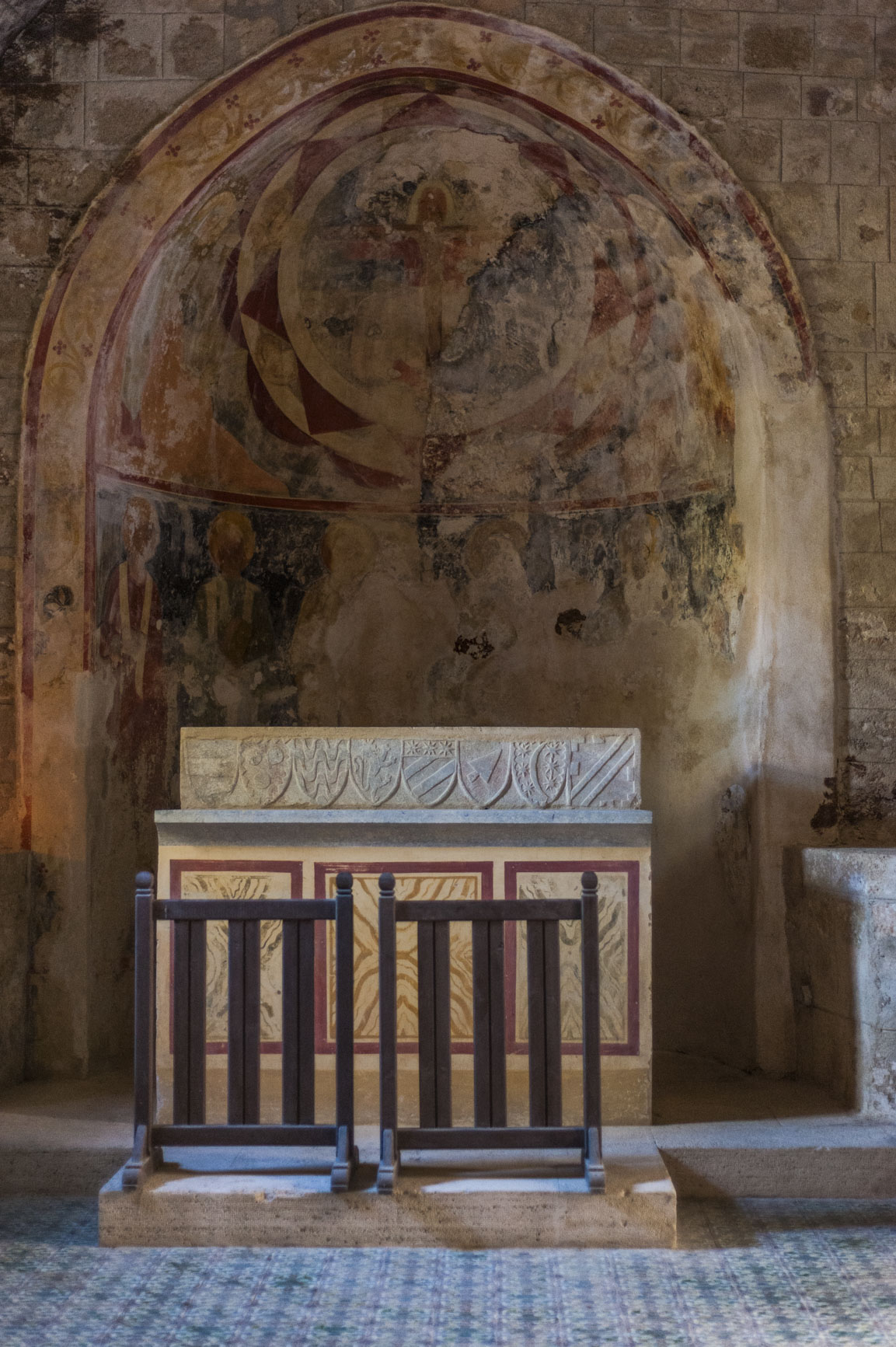
Niche.
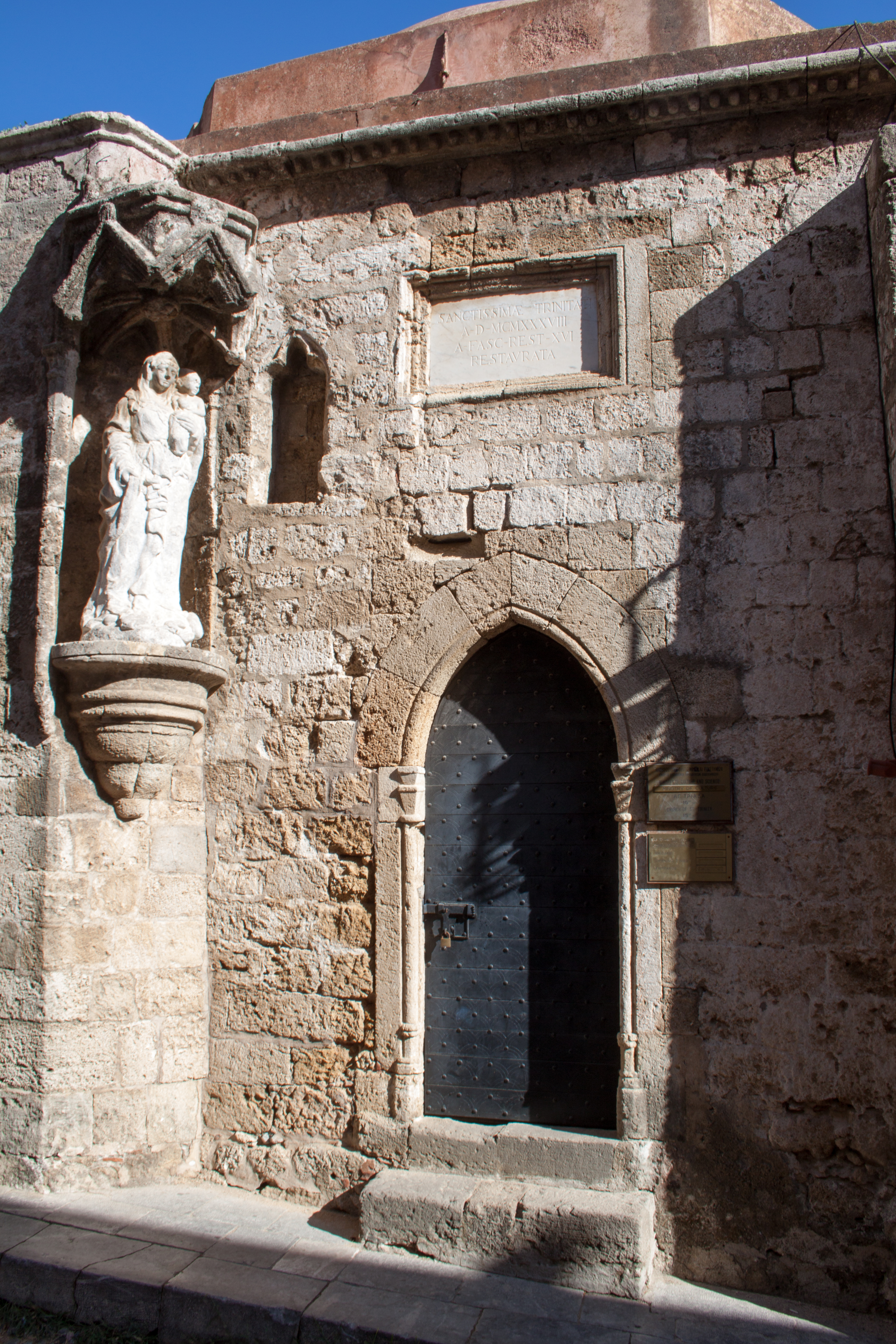
Statue à l'entrée.
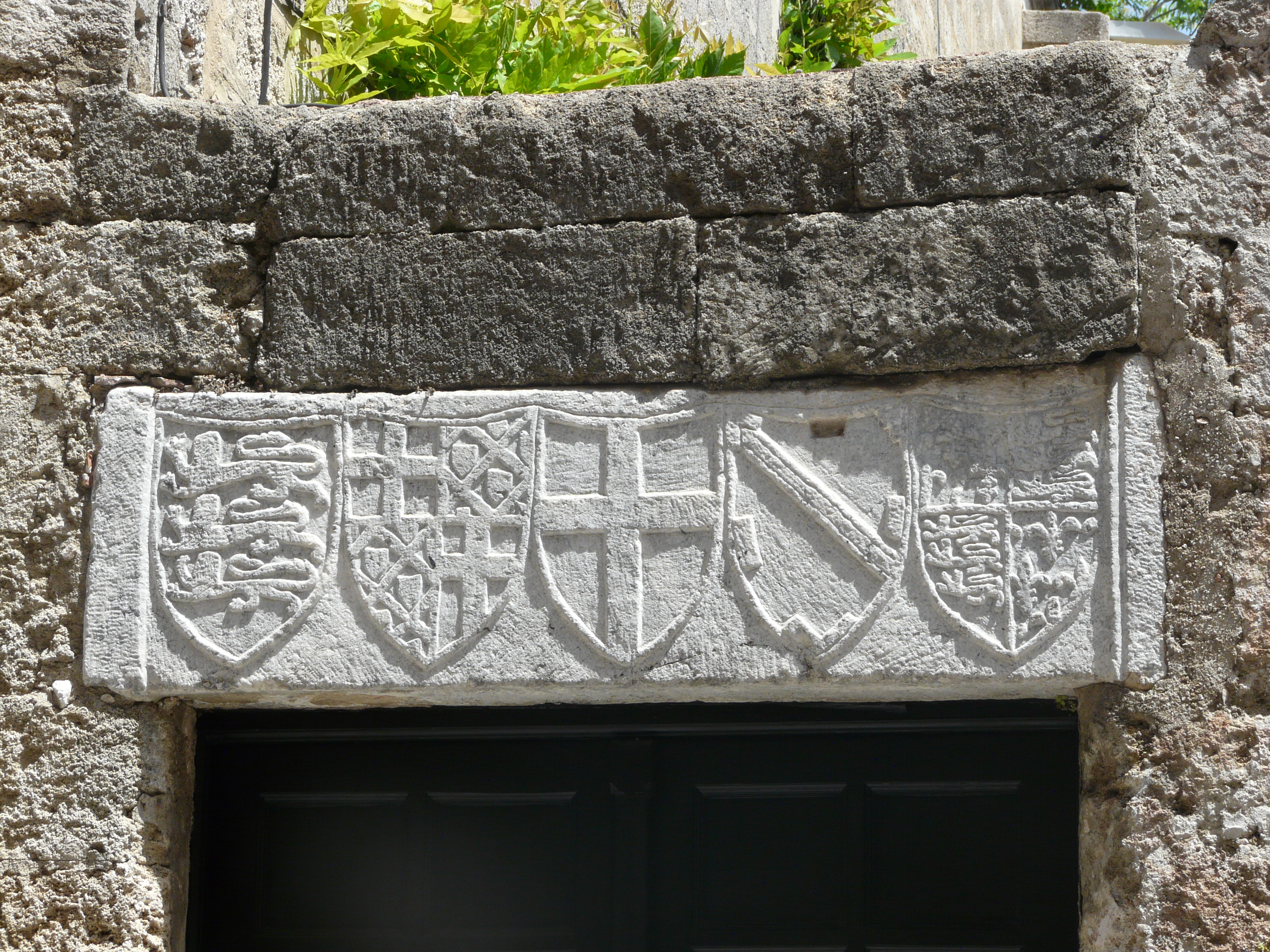
Armoiries.
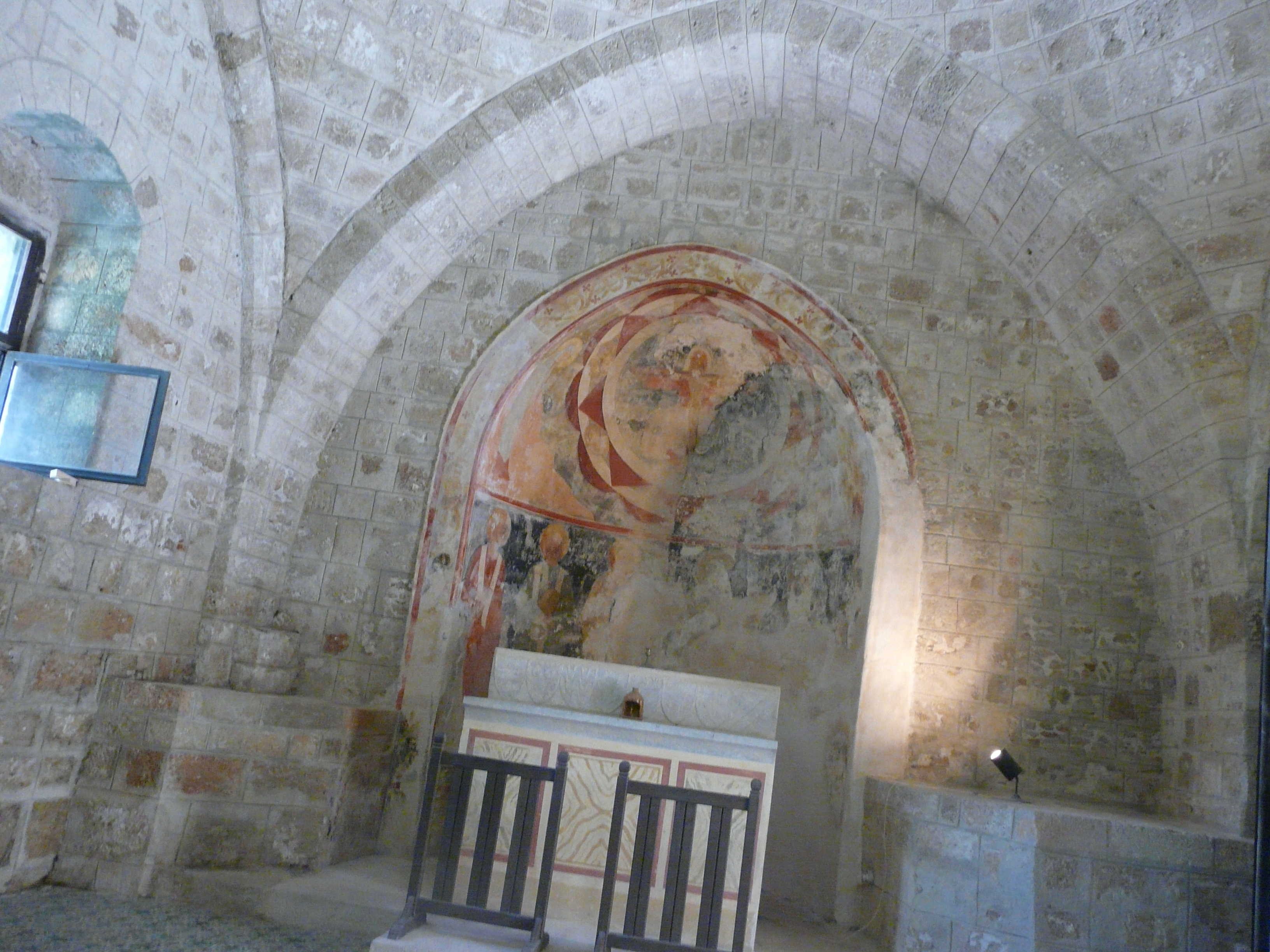
Intérieur.
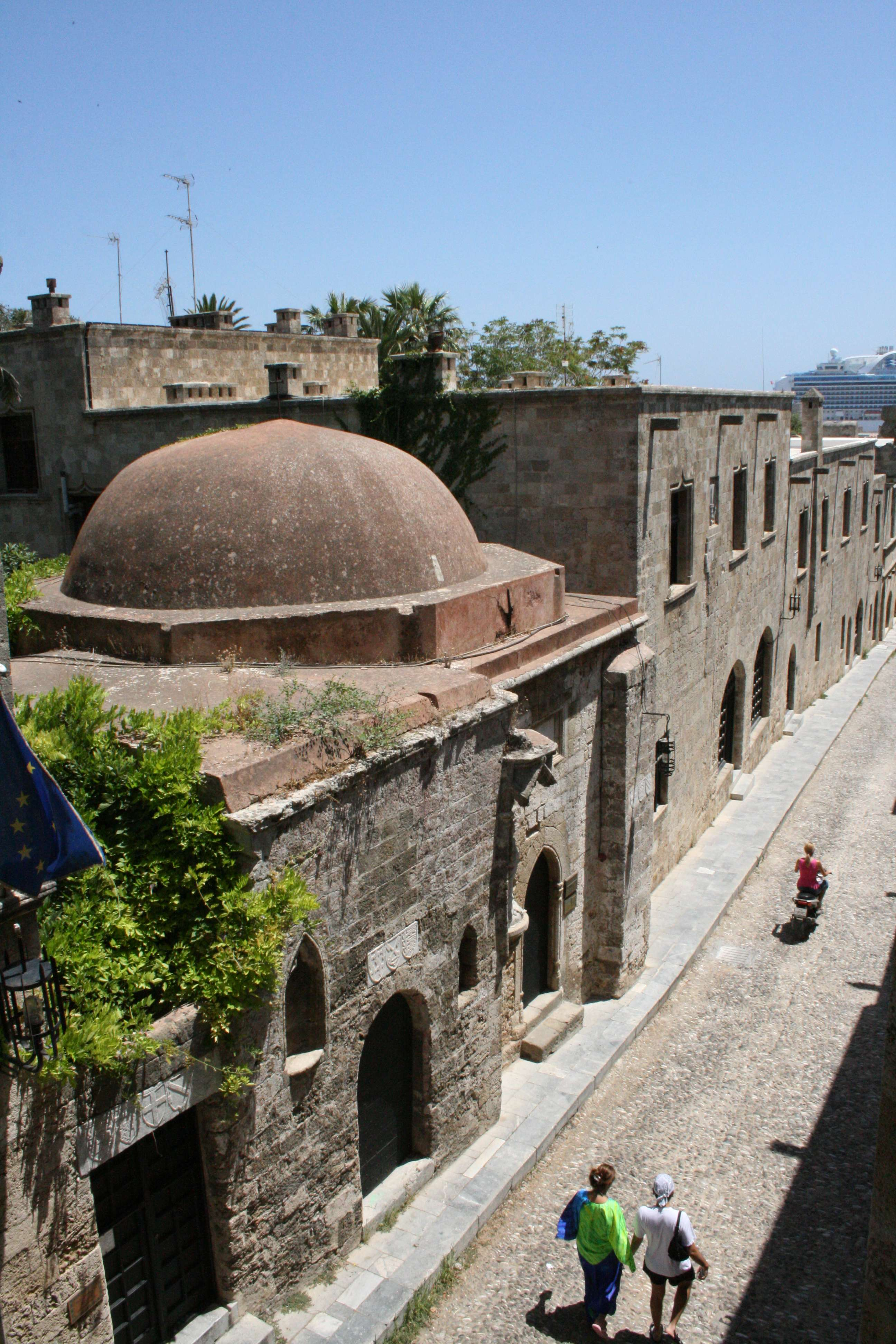
Vue panoramique.